# Infundibulicybe geotropa
Infundibulicybe geotropa es un hongo basidiomiceto de la familia Tricholomataceae. Es una especie muy conocida en ciertas zonas donde se recoge para cocinarlo. Crece hasta muy avanzada la estación, noviembre y diciembre. Se presenta generalmente agrupado en corros de brujas.

## Características comestibles
Es comestible y de buen sabor, pero muy indigesto, por lo que no debe consumirse sin haberlo probado antes, ya que puede causar trastornos gastrointestinales, náuseas y vómitos. Hay que recolectar ejemplares jóvenes. No se presta para ser secada, ya que adquiere una consistencia dura, tenaz, que la hace prácticamente inutilizable en cualquier preparación culinaria.
Las setas son muy bajas en calorías (unas 30 kcal/100 g), puesto que su contenido está formado entre un 80% y 90% por agua. También son muy bajas en proteínas.

## Dimensiones
La variedad de que tratamos puede adquirir dimensiones muy grandes (se le llama también Clitocybe maxima). Su sombrero puede alcanzar hasta 30 cm de diámetro.

## Nombres vulgares

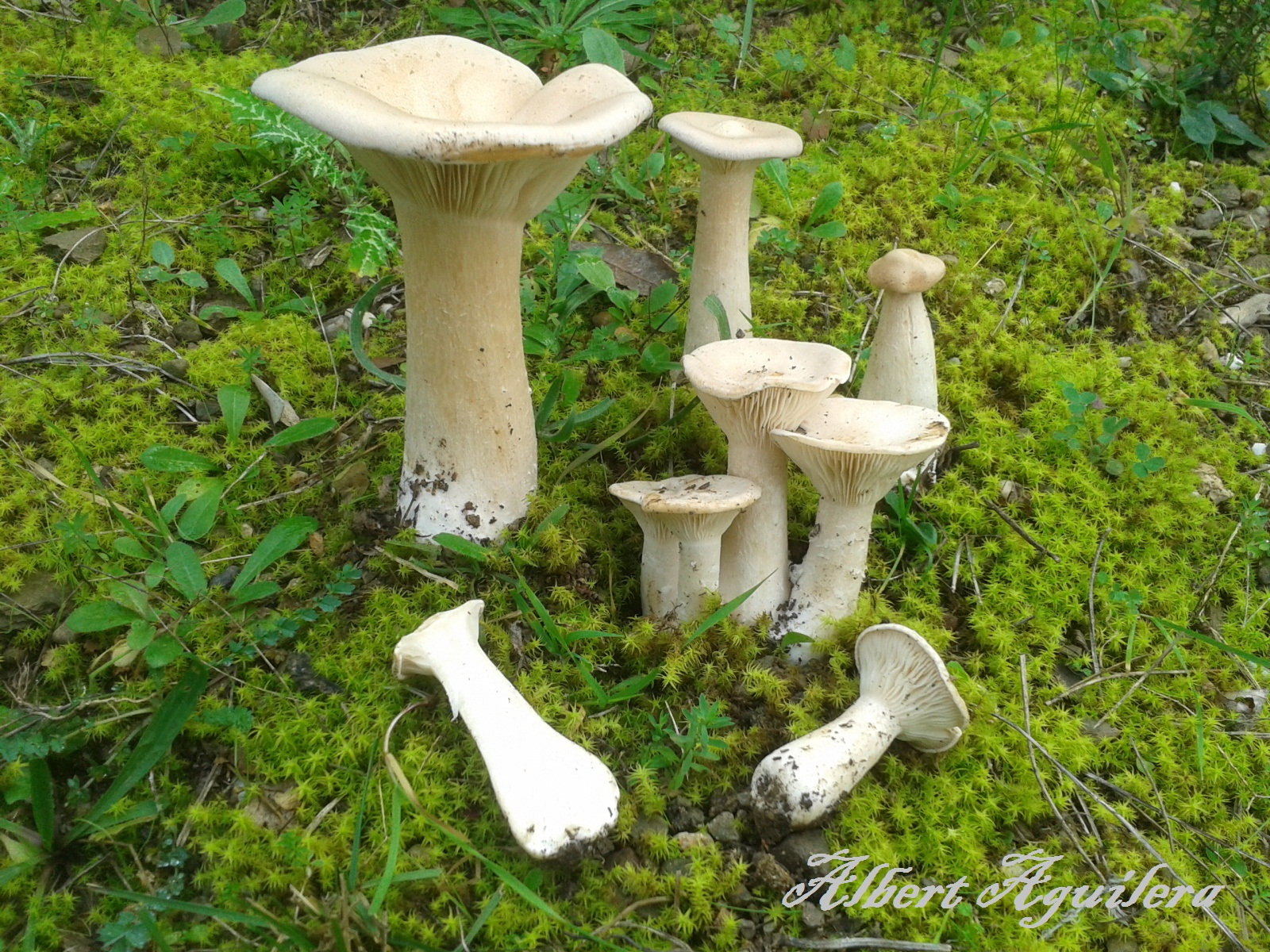
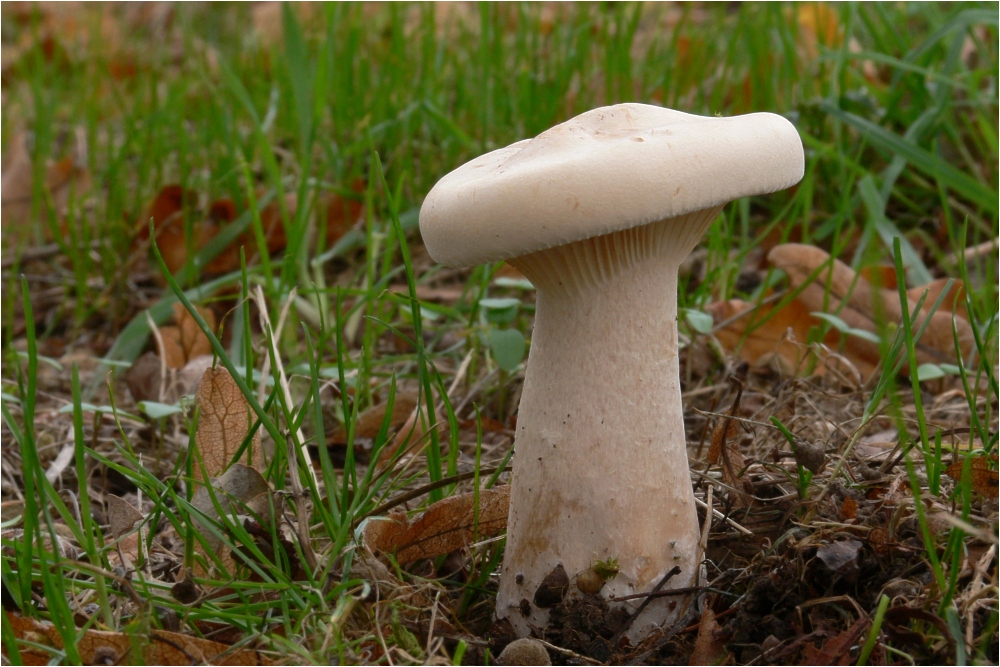

- Platera
- Cabeza de fraile
- Muserón de otoño
- Blanquilla